# Suspicious Minds
«Suspicious Minds» es una canción escrita y grabada por primera vez en 1968 por el compositor estadounidense Mark James. Después de que fracasara comercialmente fue entregada a Elvis Presley por el productor Chips Moman, convirtiéndose en número 1 en 1969, y uno de los éxitos más notables de su carrera. "Suspicious Minds" fue ampliamente considerado como el sencillo que le devolvió el éxito profesional, después de su especial regreso en 1968 conocido como Elvis 68 come back special. Fue su 18.º y último sencillo número uno en los Estados Unidos.  La página Rate Your Music le dio a Suspicious inds una calificación de 4.39 sobre un total de 5 estrellas, la revista Rolling Stone la clasificó 91.ª en su lista de las 500 mejores canciones de todos los tiempos y Q Magazine la incluyó entre las primeras posiciones de una lista de 112 canciones publicada en abril de 2020 y que incluía temas desde los 60s a esa fecha.

## Versión de Elvis Presley
Presley no había grabado en Memphis desde 1955. Las grabaciones de Presley de 1969 en el American Sound Studio fueron una consecuencia directa del éxito del especial para televisión '68 Comeback Special, que despertó el interés de Chips Moman en producir grabaciones en el nuevo estilo de Presley, que había regresado a la escena musical de Memphis grabando rock, góspel, country, rhythm & blues y soul. Marty Lacker, un amigo cercano de Elvis, sugirió la grabación en el American Sound Studio. Estas sesiones produjeron el álbum From Elvis in Memphis.
"Suspicious Minds" fue el resultado de una sesión que tuvo lugar entre las 4 y las 7 de la mañana del jueves 23 de enero de 1969. Mark James estaba en Memphis, pero no estuvo en la sesión de grabación. Unos días antes, había entrado en el estudio durante una sesión y sintió que Presley se sentía incómodo con su presencia. James no quería gafar la canción, así que se mantuvo alejado. Cuando escuchó la pista al día siguiente de su grabación, inicialmente pensó que sonaba demasiado lenta. Cuando más tarde escuchó la versión embellecida y quedó impresionado. En años posteriores, cada vez que Presley veía a James, cruzaba la habitación para saludarlo.
La producción de la canción estuvo a punto de ser cancelada debido a una disputa de derechos de autor. Los empresarios de Presley dijeron que querían la mitad de los derechos de publicación de Skips Moman, y este los acusó de robar y amenazó con detener la sesión de grabación. Harry Jenkins de RCA Records estuvo de acuerdo con Moman porque sintió que "la canción sería un gran éxito y habría mucho para todos". Las canciones "I'll Hold You in My Heart (Till I Can Hold You in My Arms)", "Without Love (There Is Nothing)" y "I'll Be There" se grabaron en la misma sesión. 
El 7 de agosto, "Suspicious Minds" fue nuevamente doblada a estéreo y mono en Las Vegas, donde se produjo el master final. El compás de la canción cambia en la sección del puente, de 4/4 al más lento 6/8, luego nuevamente al ritmo más rápido 4/4. El arreglo instrumental utiliza una guitarra eléctrica, bajo, órgano, cuerdas, trompetas, trombones y batería. Como escribió la revista Parade en un estudio de algunos de los mayores éxitos de Presley, la grabación "cuenta con uno de los arreglos más innovadores en la carrera de Elvis... dos cambios de compás, una guitarra eléctrica vibrante, cuerdas en espiral, trompetas potentes y un coro de acompañamiento potente".
El productor de RCA Felton Jarvis decidió añadir un fundido de salida a la canción a partir del minuto 3:36 y que durara casi 15 segundos antes de volver a aparecer. El primer verso continúa repetidamente hasta que la canción se desvanece por completo en el minuto 4:22. En una entrevista de 2012 con Marc Myers de The Wall Street Journal, Moman reveló que Jarvis nunca estuvo contento con la grabación de Presley en American Sound Studio, diciendo que "era una cuestión de control". Añadió: "Así que cuando Jarvis tomó la cinta de 'Suspicious Minds', añadió este loco fundido de 15 segundos hacia el final, como si la canción estuviera terminando, y lo trajo de vuelta mediante una sobregrabación para extenderlo. No tengo ni idea de por qué lo hizo, pero lo arruinó. Era como una cicatriz. Nada de lo cual importó. Poco después de que se lanzara la canción, Elvis volvió a estar en la cima de las listas".
La futura vocalista de Grateful Dead, Donna Jean Godchaux, cantó coros en la canción.

## Posicionamento en listas
| Lista (1969–2007)                     | Puesto |
| ------------------------------------- | ------ |
| Australia Go-Set National Top 40      | 1      |
| Austria (Ö3 Austria Top 40)           | 13     |
| Bélgica (Flandes) (Ultratop 50)       | 1      |
| Bélgica (Valonia) (Ultratop 50)       | 5      |
| Canadá (RPM Top Singles)              | 1      |
| Alemania (Offizielle Deutsche Charts) | 7      |
| Irlanda Irish Singles Chart           | 2      |
| Países Bajos (Dutch Top 40)           | 6      |
| Países Bajos (Mega Single Top 100)    | 4      |
| Noruega (VG-lista)                    | 10     |
| Sudáfrica (Springbok)                 | 1      |
| Suecia (Sverigetopplistan)            | 58     |
| Suiza (Schweizer Hitparade)           | 42     |
| Reino Unido (Official Charts Company) | 2      |
| Estados Unidos (Adult Contemporary)   | 4      |
| Estados Unidos (Billboard Hot 100)    | 1      |

## «Suspicious Minds» en las bandas sonoras de cine
- En el año 1998, Harvey Keitel interpreta la canción en la película Finding Graceland
- En el 2000, Dennis Quaid interpreta una parte de la canción, la cual igualmente suena de fondo, en la película Frequency (Desafío al tiempo).
- En 2002 en la película Lilo & Stitch, Stitch la reproduce como si él fuera un tocadiscos.
- En 2003 aparece como la  música de los créditos en la película Intolerable Cruelty (El amor cuesta caro) - Protagonizada por Catherine Zeta-Jones y George Clooney
- En 2017, se incluyó un fragmento de "Suspicious Minds" en la película Blade Runner 2049 junto con "Can't Help Falling in Love".
- En 2021, aparece como secuencia de inicio y de créditos finales en Army of Dead de Zack Snyder.
- En 1983, se incluyó en la banda sonora de "Breathless" (Vivir sin aliento) remake de "A bout de souffle" de 1960 dirigida por Jean Luc Godard.
- En 2025 Suspicios Minds al igual que otras cuatro canciones de Elvis Presley compiladas en Elvis 30 # 1 Hits fue incorporada a la banda sonora de la película de acción en vivo Lilo & Stitch.

## Versiones
Además de Mark James y Elvis Presley, otros artistas han versionado "Suspicious Minds", entre los que destacan:
- B. J. Thomas, en el año 1970.
- Waylon Jennings y Jessi Colter, en el año 1970.
- The Heptones, en el año 1971.
- Dee Dee Warwick, en el año 1971.
- Merry Clayton, en el año 1972.
- Candi Staton, en el año 1976.
- Judy Cheeks, en el año 1978.
- Ronnie McDowell, en el año 1979.
- Thelma Houston, en el año 1980.
- Fine Young Cannibals, en el año 1986.
- Bobby Orlando, en el año 1988.
- Los Despiadados, en el año 1989.
- Dwight Yoakam, en el año 1992.
- Phish, en el año 1995.
- Bowling for Soup, en el año 1996.
- U2, en el año 1997.
- James Brown, en el año 1997.
- Gareth Gates, en el año 2002.
- Helmut Lotti, en el año 2002.
- No Doubt, en el año 2002.
- Pete Yorn, en el año 2003.
- Tony Hadley y Peter Cox, en el año 2004.
- Avail, en el año 2006.
- Sákis Rouvás, en el año 2007.
- Dread Zeppelin, en el año 2008.
- Ronan Keating, en el año 2009.
- Rusted Root, en el año 2009.
- Miss Kittin y The Hacker, en el año 2009.
- Steve Hofmeyr, en el año 2009.
- Ray Dylan, en el año 2009.
- Glasvegas y Florence Welch, en el año 2009.
- The Bourbon Cowboys, en el año 2010.
- Clay Aiken, en el año 2010.
- Frans Duijts, en el año 2011.
- Anthony B, en el año 2013.
- Amanda Lear, en el año 2014.
- Martina McBride, en el año 2014.
- Flavio, en el año 2020.

### Versiones en otros idiomas
- Gianni Morandi, en el año 1970, en italiano, "Che Cosa Dirò".
- Eero Raittinen, en el año 1970, en finés, "Epäilet Vain".
- Martin Mann, en el año 1971, en alemán, "Eifersucht tut weh".
- Johnny Hallyday, en el año 1973, en francés, "Soupçons".
- Howard Carpendale, en el año 1978, en alemán, "Wie kann es anders werden".
- Rock and Bordes, en el año 1991, en idioma español "Desconfiado", álbum "al mal  tiempo buena cara" (género Rockabilly).
- Guido Belcanto, en el año 1992, en neerlandés, "Door achterdocht verdoofd".
- Sandro, en el año 1992, en español, "Mentes sospechosas".
- Luciano Ligabue, en el año 1997, en italiano, "Ultimo tango a Memphis".
- Orquesta Mondragón, en el año 1997, en español, "Bajo sospecha".
- Francisco, en el año 2001, en español, "Un mar de dudas".
- Karel Gott, en el año 2012, en checo, "Podezírání".
- Fröken Elvis, en el año 2016, en sueco, "Så misstänksam".